# Notti brave
Notti brave è il primo album in studio del rapper italiano Carl Brave, pubblicato l'11 maggio 2018 dalla Universal.

## Tracce
Testi e musiche di Carlo Luigi Coraggio, eccetto dove indicato.
1. Professorè – 3:40
2. Fotografia (feat. Francesca Michielin & Fabri Fibra) – 3:41 (Carlo Luigi Coraggio, Francesca Michielin, Fabrizio Tarducci)
3. Camel blu (feat. Giorgio Poi) – 3:22 (Carlo Luigi Coraggio, Giorgio Poti)
4. Parco Gondar (feat. Coez) – 3:35 (Carlo Luigi Coraggio, Silvano Albanese)
5. Vita – 3:20
6. Noi – 3:03
7. Pub Crawl – 2:58
8. Malibu (feat. Gemitaiz) – 3:36 (Carlo Luigi Coraggio, Davide De Luca, Federica Abbate e Massimiliano Turi)
9. Chapeau (feat. Frah Quintale) – 3:05 (Carlo Luigi Coraggio, Francesco Servidei)
10. E10 (feat. Pretty Solero & B) – 3:12 (Carlo Luigi Coraggio, Sean Loria)
11. Bretelle (feat. Emis Killa) – 2:56 (Carlo Luigi Coraggio, Emiliano Rudolf Giambelli)
12. La Cuenta (feat. Franco126) – 4:00 (Carlo Luigi Coraggio, Franco Bertollini)
13. Scusa (feat. Ugo Borghetti & B) – 3:12 (Carlo Luigi Coraggio, Roberto Anzellotti)
14. Pianto Noisy – 3:05
15. Accuccia – 3:01

## Formazione
Musicisti
- Carl Brave – voce, produzione
- Fabri Fibra, Francesca Michielin – voci aggiuntive (traccia 2)
- Giorgio Poi – voce aggiuntiva (traccia 3)
- Coez – voce aggiuntiva (traccia 4)
- Gemitaiz – voce aggiuntiva (traccia 8)
- Frah Quintale – voce aggiuntiva (traccia 9)
- Pretty Solero – voce aggiuntiva (traccia 10)
- B – voce aggiuntiva (tracce 10 e 13)
- Emis Killa – voce aggiuntiva (traccia 11)
- Franco126 – voce aggiuntiva (traccia 12)
- Ugo Borghetti – voce aggiuntiva (traccia 13)

## Classifiche

### Classifiche settimanali
| Classifica (2018) | Posizione massima |
| ----------------- | ----------------- |
| Italia            | 1                 |

### Classifiche di fine anno
| Classifica (2019) | Posizione |
| ----------------- | --------- |
| Italia            | 42        |
| Classifica (2020) | Posizione |
| Italia            | 91        |